# Esben Kjeldbæk
Esben Ole Kjeldbæk (født 12. juli 1950 i København) er en dansk historiker og overinspektør ved Nationalmuseet. Siden 1987 har han været direktør for Frihedsmuseet.
Han er uddannet cand.mag. i historie og engelsk fra Københavns Universitet 1987.
Han fik i 1975 som ung historiestuderende et job som omviser på Frihedsmuseet. Men da han først havde sat foden ind for Frihedsmuseets bygning i Churchillparken i nærheden af Kastellet, var hans videre karriere bestemt. Kjeldbæks vision er et moderne museum, der fortalte om frihedskampen.    
Esben Kjeldbæk har udgivet et utal af bøger omhandlende besættelsen 1940-1945.
Han har siden 19. august 1982 været gift med billedkunstner Bentemarie Kjeldbæk født Pedersen (født 8. juli 1952 i København), datter af kældermester Gustav Pedersen og hustru Vera f. Pedersen.